# Milice française
Pour les articles homonymes, voir Milice (homonymie).
La Milice française, généralement simplement appelée la Milice, était une organisation politique et paramilitaire française créée le 30 janvier 1943 par le régime de Vichy, en réponse à une exigence formulée par Adolf Hitler à Pierre Laval le 19 décembre 1942 face au progrès de la Résistance en France. Supplétifs de la Gestapo et des autres forces d'occupation allemandes, les miliciens participèrent à la traque des Juifs, des résistants, des réfractaires au STO et de tous les autres « déviants » dénoncés par le régime de Vichy et les collaborateurs fascistes. La Milice était ainsi à la fois une organisation politique et une force de police et de maintien de l’ordre.
Le chef officiel de la Milice était Pierre Laval, chef du gouvernement, mais le véritable responsable de ses opérations était son secrétaire général, Joseph Darnand, officier Waffen-SS ayant déjà fondé en 1941 le Service d'ordre légionnaire (SOL), précurseur de la Milice française.
Organisation de type fasciste, la Milice se voulait un mouvement révolutionnaire à la fois antirépublicain, antisémite, anticommuniste, contre le capitalisme international, pour le corporatisme, nationaliste et autoritaire. Noyautant la fonction publique à tous les niveaux au cours de l'année 1944, elle sembla avoir ambitionné de devenir l’équivalent d'un parti unique de l’État français. Sa montée en puissance marqua en tout cas, selon Robert Paxton et Stanley Hoffmann, la fascisation finale du régime de Vichy, de même que l'avènement, selon Éric Alary et Jean-Pierre Azéma, d'un « État milicien ».
Comme les nazis, les miliciens se livraient régulièrement à des arrestations arbitraires, des rafles, des exécutions sommaires ainsi qu'à des massacres, et utilisaient la torture. Leur systématique violence et leurs nombreuses exactions, tout comme leur collaborationnisme jusqu’au-boutiste même lorsque les Alliés étaient aux portes de Paris, contribuèrent à en faire, en dépit de la sensibilité pro-vichyste d'une partie des Français, une organisation extrémiste suscitant la défiance de la grande majorité de la population.
Essentiellement active sur le plan opérationnel au printemps et l'été 1944, la Milice participa à la quasi-guerre civile caractérisant la France des six derniers mois de l'Occupation, mais elle n'eut jamais plus de 35 000 membres : 29 000 adhérents en automne 1943 selon Francis Bout de l'An. Parmi lesquels, d’après le chef du service des effectifs (l’enseigne de vaisseau Carus), seulement 10 000 étaient réellement actifs. La Milice ne dépassa ainsi jamais, au total, les 15 000 militants actifs dont seulement quelques milliers participaient véritablement à des opérations anti-partisans.
L’hymne de la Milice était « Le Chant des cohortes » qui était à l'origine l'hymne du Service d'ordre légionnaire.

## L’origine de la Milice

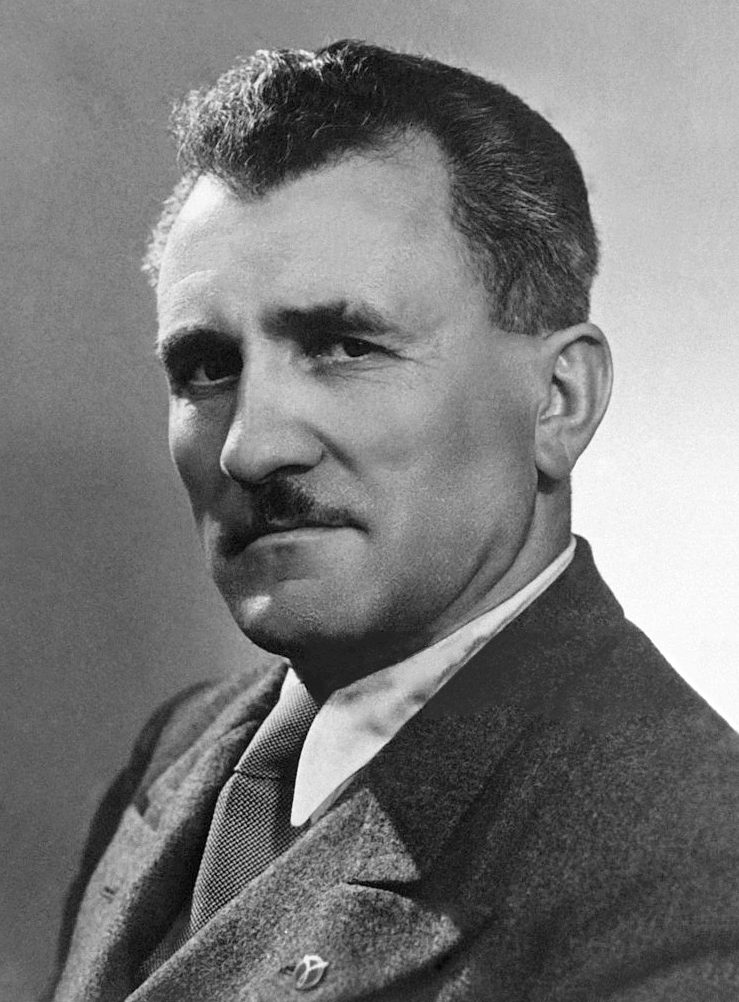
Joseph Darnand, secrétaire général de la Milice française, vers 1943-1944.

Joseph Darnand, vétéran de la Première Guerre mondiale et de la campagne de France de 1940, activiste d’extrême droite et ancien « cagoulard », prend la tête de la Légion française des combattants dans les Alpes-Maritimes.
Après l’ouverture de celle-ci aux jeunes partisans du régime qui n’ont jamais combattu, il fonde en août 1941, dans son département, le Service d'ordre légionnaire. « Remarqué par les ministres Darlan et Pucheu lorsqu’il est à la tête de la Légion française des combattants de Nice, Darnand va bénéficier de leur soutien pour développer son organisation paramilitaire, le Service d’ordre légionnaire (SOL). Ancêtre de la Milice, le SOL s’étend à l’ensemble de la zone Sud et réunit un effectif de 15 000 hommes issus pour la plupart de l’extrême droite. »
L'organisation est fondée sur 21 points qui donnent la matrice idéologique du mouvement : « contre le capitalisme international, pour le corporatisme français », « contre la condition prolétarienne, pour la justice sociale », « contre la lèpre juive, pour la pureté française », « contre la franc-maçonnerie païenne, pour la civilisation chrétienne »,.

## La Milice française, police supplétive de laGestapo
Lorsque Pierre Laval se rend en Prusse orientale le 19 décembre 1942 pour rencontrer Adolf Hitler, ce dernier lui reproche l’insécurité croissante à laquelle sont confrontés, en France, les forces d’occupation et les représentants des différentes administrations allemandes. Hitler exige alors la création d’une police supplétive qui doit collaborer avec les Allemands pour maintenir l’ordre, en s'affranchissant si besoin de l’intervention de la justice française qu’il juge inadaptée aux exigences du moment et appliquant une législation hors du temps.
La légitimité du régime de Vichy venait par ailleurs, quelques semaines plus tôt, d'être particulièrement entachée par l'opération Torch, ayant entraîné pour Vichy la perte de son empire colonial. Pierre Laval, en réponse à des accusations de faiblesse, devait ainsi prouver à la fois aux Allemands et aux collaborationnistes qu'il était vraiment le patron de la France. Laval, en accord avec Philippe Pétain, décide donc de créer, par la loi du 30 janvier 1943, la Milice qui absorbe l'ancien Service d'ordre légionnaire. Il en devient le chef nominal, avec Joseph Darnand comme secrétaire général qui en sera cependant le véritable chef opérationnel.

### Fondation de la milice

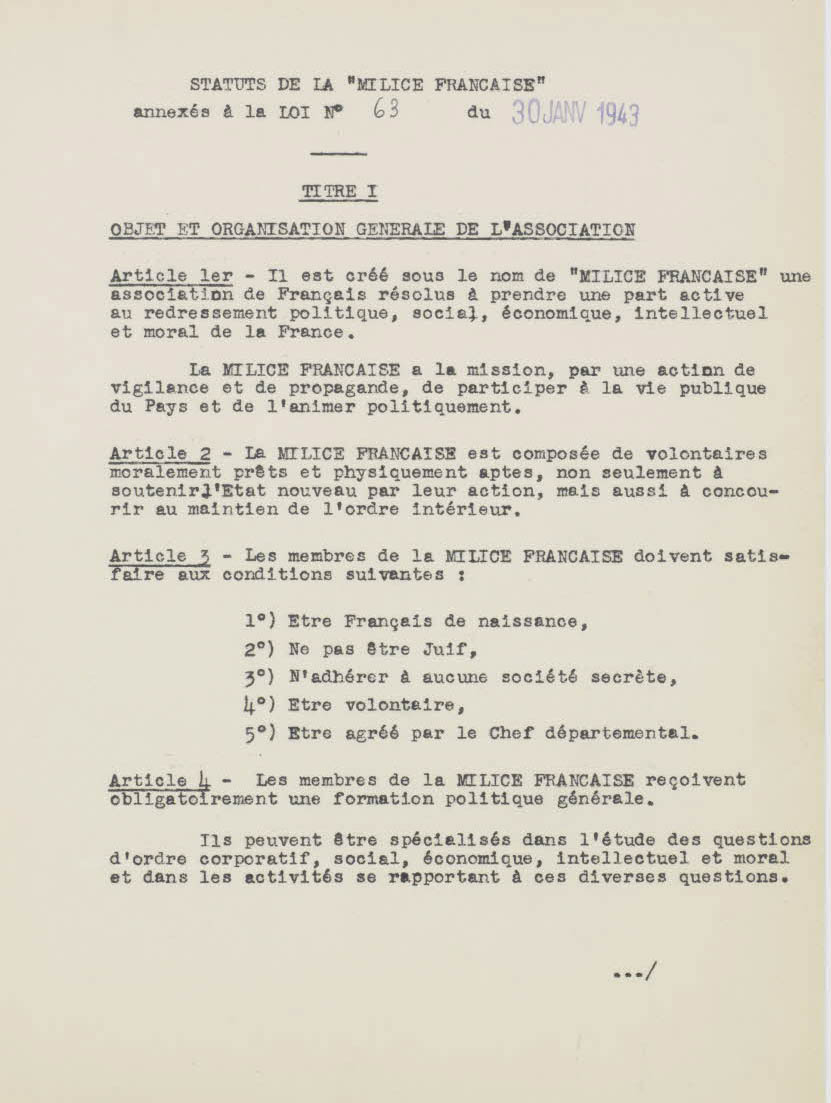
Loi du 30 janvier 1943 portant création de la Milice française. Archives nationales.

C'est la loi no 63 du 30 janvier 1943 (publiée au Journal officiel de l'État français le 31 janvier 1943, no 27, p. 290) qui fonde la Milice française :
« Article 1er - La Milice française, qui groupe des Français résolus à prendre une part active au redressement politique, social, économique, intellectuel et moral de la France, est reconnue d'utilité publique.
Ses statuts, annexés à la présente loi, sont approuvés.
Article 2 - Le chef du Gouvernement est le chef de la Milice française. La Milice française est administrée et dirigée par un secrétaire général nommé par le chef du Gouvernement. Le secrétaire général représente la Milice française à l'égard des tiers.
Article 3 - Les conditions d'application de la présente loi seront fixées par arrêté du chef du Gouvernement. »
Quant aux statuts de la Milice française, annexés à la loi du 30 janvier 1943, ils précisent :
« Article 1er - […] La Milice française a la mission, par une action de vigilance et de propagande, de participer à la vie publique du pays et de l'animer politiquement.
Article 2 - La Milice française est composée de volontaires moralement prêts et physiquement aptes, non seulement à soutenir l'État nouveau par leur action, mais aussi à concourir au maintien de l'ordre intérieur.
Article 3 - Les membres de la Milice française doivent satisfaire aux conditions suivantes :
1° Être français de naissance.

2° Ne pas être Juif.

3° N'adhérer à aucune société secrète.

4° Être volontaire.

5° Être agréé par le chef départemental. »
La Milice choisit comme insigne le gamma, symbole du signe du Bélier, de « renouveau et d'énergie » (argent sur fond bleu dans un cercle rouge pour les miliciens ordinaires, blanc sur fond noir pour les francs-gardes, blanc sur fond rouge pour les avant-gardes).
Selon Darnand, « la Milice française n'est pas une police répressive. […] la Milice groupera des personnes de tous les âges, de tous les milieux et de toutes les professions, désireuses de prendre une part effective au redressement du pays. Ouverte à tous, la Milice fera retrouver aux Français cette communauté nationale […] hors de laquelle il ne peut y avoir de salut pour notre pays. ».
Dans son discours du 28 février 1943, Darnand assure encore que la Milice a d'abord une mission politique et Bassompierre commente : « Elle a pour mission de soutenir la politique gouvernementale […] et de lutter contre le communisme. ».
Pourtant, l'analyse personnelle de Charles Maurras, qu'il donne dans les colonnes de L'Action française du 3 mars 1943, est bien explicite : « Avec le concours de [cette] pure et solide police, nous pourrons chez nous frapper d'inhibition toute velléité révolutionnaire et toute tentative intérieure d'appuyer les hordes de l'Est, en même temps que nous défendrons nos biens, nos foyers, notre civilisation tout entière. » Le soutien de Charles Maurras à la Milice s'explique aussi par son agacement au vu des prises de positions de plus en plus germanophiles des responsables du SOL.

L'emblème de la Milice, un gamma stylisé.

### Structures

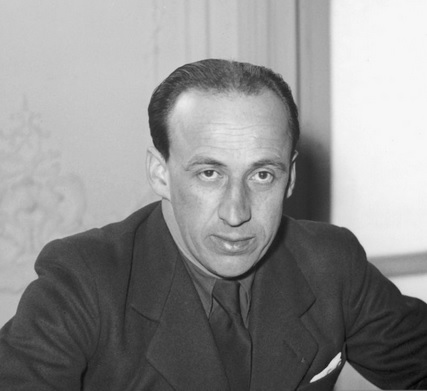
Francis Bout de l'An.

Francis Bout de l'An dirige la propagande et l'information avec l'organe Combats. Noël de Tissot est chargé des relations entre le haut commandement et les services.
Si le secrétariat général est installé à Vichy auprès du Gouvernement, la Milice repose sur une organisation territoriale en zones : régions et départements.
L'état-major auprès du secrétariat général comprend cinq services :
- 1er service (propagande), responsable Bout de l’An, puis Bertheux ;
- 2e service (renseignement — chargé de lutter contre les réseaux de la Résistance —, documentation), responsable Degans, puis Gombert ;
- 3e service (sécurité), responsable Gombert ;
- 4e service (finances), responsable Fontaine ;
- 5e service (effectifs), responsable Carus.

Ce découpage fonctionnel se retrouve au niveau régional et départemental.

### Le «Vichy milicien» de 1944

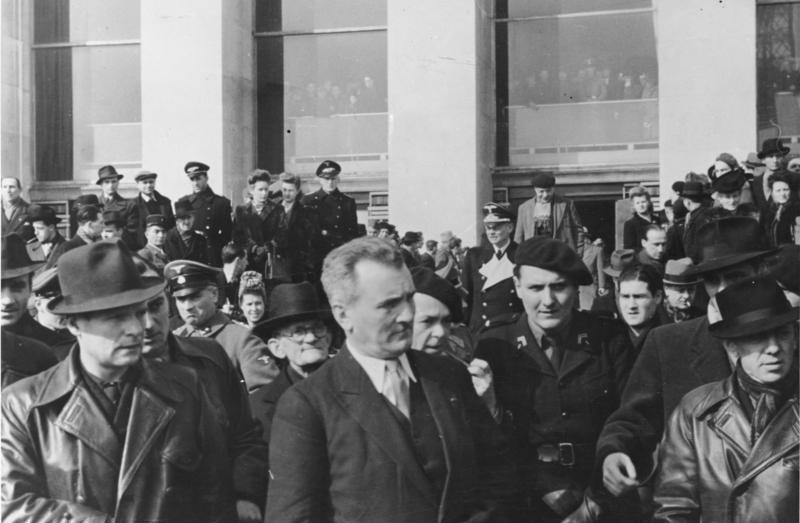
Joseph Darnand accompagné de ses gardes du corps à la sortie d'un rassemblement de la Milice au Trocadéro, juillet 1944.

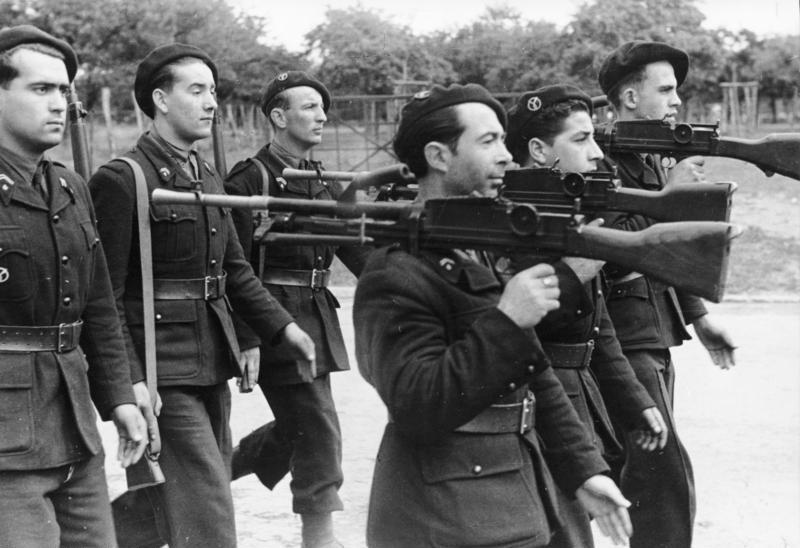
Miliciens pendant leur formation pour lutter contre la Résistance dans la région de Ploërmel, le 2 juin 1944. Armement d'origine britannique destiné originellement à la résistance, capturé et distribué à la Milice : Fusil N°4 et Fusil-Mitrailleur BREN calibre .303 British.

Philippe Pétain et Pierre Laval ne démentiront jamais leur soutien public à la Milice et à ses actes. En novembre 1943, Laval rappelle qu'il « marche main dans la main avec Darnand » car selon lui « la démocratie, c'est l'antichambre du bolchevisme ». En juin 1944, Pétain déclare « je suis heureux de savoir que grâce à la Milice, j'ai des troupes fidèles un peu partout en France ».
Le serment de la Milice mentionne, entre autres, le combat contre la « lèpre juive ». Le mouvement se veut à la fois révolutionnaire, antirépublicain, antisémite, anticommuniste, contre le capitalisme international, pour le corporatisme, nationaliste et autoritaire. Selon les historiens Henry Rousso ou Jean-Pierre Azéma, le projet de Darnand et de certains de ses hommes (les « intellectuels pro-fascistes du mouvement ») était de faire de la Milice un succédané de parti unique et, à terme, l'ossature d'un authentique régime totalitaire. La montée en force de Darnand dans le régime de Vichy, jusque-là avant tout autoritaire et réactionnaire, marque une étape décisive dans la fascisation finale du régime ainsi que dans sa satellisation par les Allemands (Robert Paxton, Stanley Hoffmann).

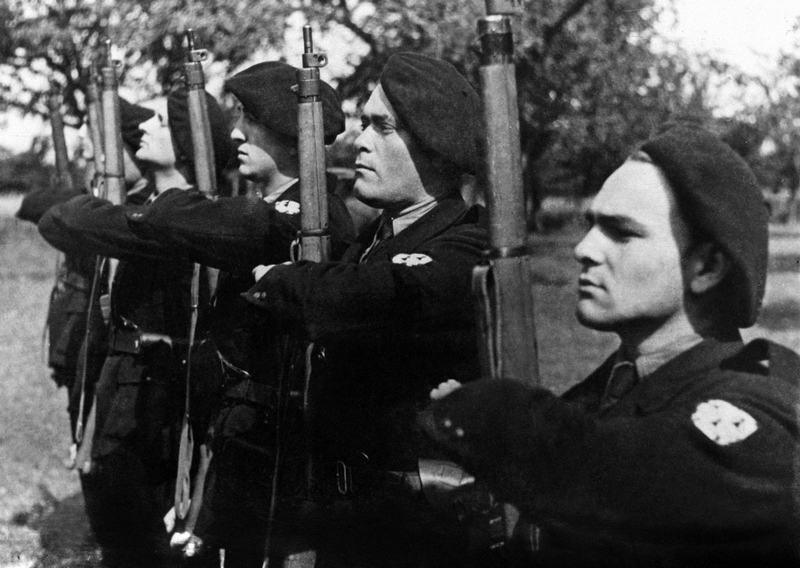
2e unité de marche de la Franc-garde stationnée à Rennes, juin ou juillet 1944. Les miliciens portent des écussons avec hermines.

Au début de 1943, les résistants, en particulier communistes FTP, procèdent à de nombreux attentats et règlements de compte contre des miliciens. Pendant près de cinq mois, la Milice, qui de janvier à novembre 1943 n'est pas armée, ne réagit guère à ces attaques et se plaignit d'être sans défense. On dénombre 76 miliciens abattus de janvier à septembre 1943. Excédé, Darnand ne peut rester plus longtemps sans réagir, ainsi il demande expressément que la Milice soit autorisée à porter des armes. Devant le refus réaffirmé des Allemands, il songe même à démissionner en juillet 1943 et tente sans succès de prendre contact avec la Résistance.
En août 1943, Darnand choisit finalement son camp. Il est nommé Obersturmführer de la Waffen-SS et prête serment de fidélité personnelle à Hitler dans les locaux (hôtel Beauharnais) de l’ex-ambassade d’Allemagne à Paris, rue de Lille. Les nazis restent cependant longtemps réticents à armer les miliciens, chose qu’ils acceptent après la publication au Journal officiel en juillet 1943 d’un décret autorisant les Français à s’engager dans la Waffen-SS (créant ainsi la Sturmbrigade SS Frankreich). Dès que cette autorisation d'armement est accordée, la Milice organise ses toutes premières expéditions punitives contre les maquisards communistes et autres FFI.
Le 30 décembre 1943, Joseph Darnand est nommé secrétaire d'État. Le 1er janvier 1944, il devient responsable du maintien de l’ordre, puis Secrétaire d’État à l’Intérieur le 13 juin 1944.
À tous les niveaux, les miliciens essayent de supplanter les autorités officielles et d'investir les rouages de l'État, comme par exemple à la tête de la préfecture de l'Hérault au début de l'année 1944, avec la nomination d'un milicien, Jean-Paul Reboulleau, en tant que préfet.
Ainsi, la Milice a été à la fois un parti, une police (le Deuxième Service) et une armée (la Franc-garde).

### Sociologie et motivations

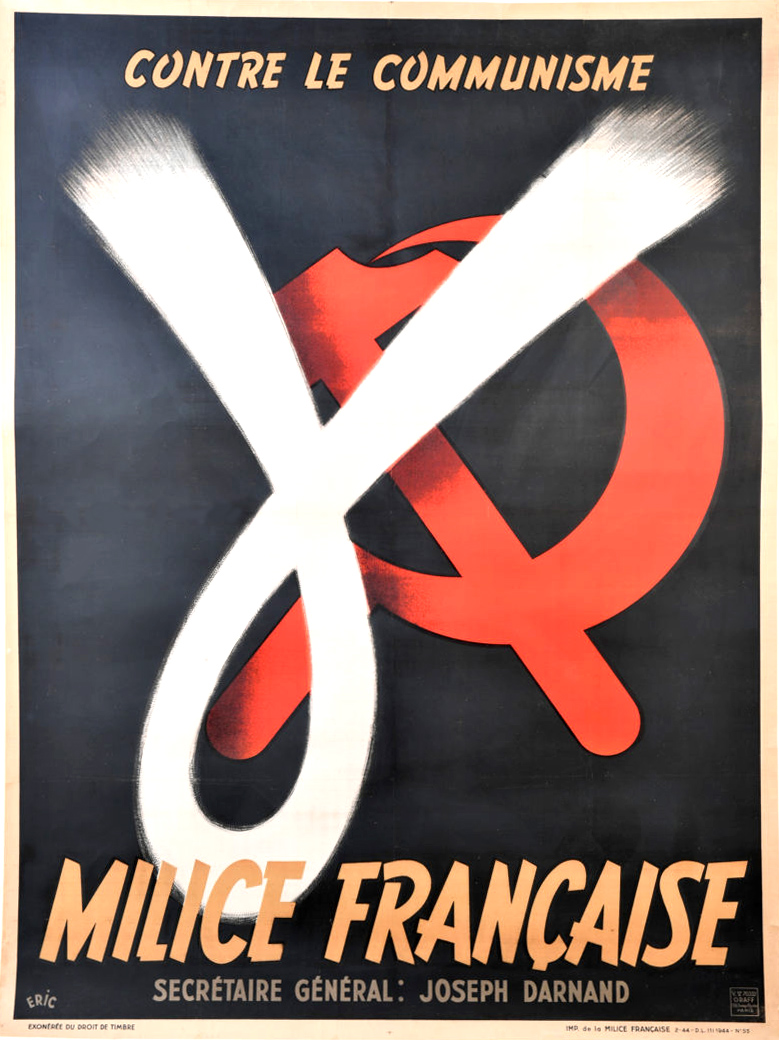
Une affiche de recrutement de la Milice.

Le 27 janvier 1944, la Milice - jusque là cantonnée dans la zone sud - est étendue au Nord de la France, et les hommes de main de divers partis collaborationnistes y sont versés. Les effectifs de la Milice atteindront ainsi près de 30 000 hommes (jamais plus de 15 000 militants réels, selon ses responsables qui avaient pourtant tendance à gonfler les effectifs pour obtenir des crédits). Elle dispose d’un bras armé, la Franc-garde, et d'une école de cadres, installée dans les anciens locaux de l'École des cadres d'Uriage. Elle est alors considérée comme un corps d'armée malgré la convention d'armistice de 1940. Elle a aussi un aumônier général.
On peut distinguer trois catégories de miliciens :
« La grande majorité des miliciens sont des gens ordinaires qui exercent un métier et ont femme et enfants. Leur activité militante les conduit simplement à participer à des groupes de réflexion, à assister à des réunions ou à des conférences et, parfois, à se mobiliser pour telle ou telle cause humanitaire ou civique. À côté de ces civils, il y a les militaires [formant la Franc-garde]. […] L'objectif essentiel de cette troupe permanente est d'assurer le maintien de l'ordre. Certains miliciens ordinaires peuvent être des francs-gardes bénévoles, les bénés, susceptibles d'être mobilisés en cas de besoin. […] Il existe enfin une structure milicienne destinée à accueillir les jeunes : l'Avant-garde. » Sur 10 à 15 000 militants actifs, moins de 4 000 appartiendront à la Franc-Garde, permanents et bénévoles compris.
Selon Max Lagarrigue (en), « se retrouvent beaucoup de jeunes marginaux, désœuvrés, chômeurs, paumés, pour beaucoup embarqués dans la Milice par l’appât du gain et le désir d’aventure, sans avoir de réelles motivations idéologiques. ».
En fait, selon Pierre Giolitto, la majorité des miliciens de base appartenaient à la petite et moyenne bourgeoisie urbaine. Il cite une étude d'André Laurens qui montre qu'en Ariège, ce sont les employés les plus nombreux (12,9 %), suivis par les commerçants (12,2 %), les sans-profession (9,3 %), les ouvriers agricoles (7,6 %), les artisans et agriculteurs (7,6 %), les ouvriers d'usine (5,9 %), les professions libérales, cadres et patrons (4 %).
Henri Amouroux cite une étude de Michel Chanal qui montre que, dans l'Isère, c'étaient les ouvriers d'usine qui venaient en tête (18,6 %), suivis par les employés (13,7 %). Une étude de Monique Luirard indique que, dans la Loire, sur l'ensemble des miliciens passés devant un tribunal en 1945, 69 % étaient ouvriers, employés ou petits fonctionnaires ; 16,9 % sans profession ; 6 % artisans, commerçants ou agriculteurs ; 3,6 % avaient une profession libérale ; 3 % étaient policiers ou militaires ; 1,8 % patrons…
D'après un sondage socioprofessionnel effectué auprès des internés administratifs : 27,3 % étaient employés ou petits fonctionnaires ; 23,4 % artisans ou commerçants ; 19,5 % ouvriers ; 9 % patrons ; 13 % cadres ou professions libérales ; 5,2 % sans profession (femmes) ; 2,6 % cultivateurs.

### Terreur - Exactions et crimes

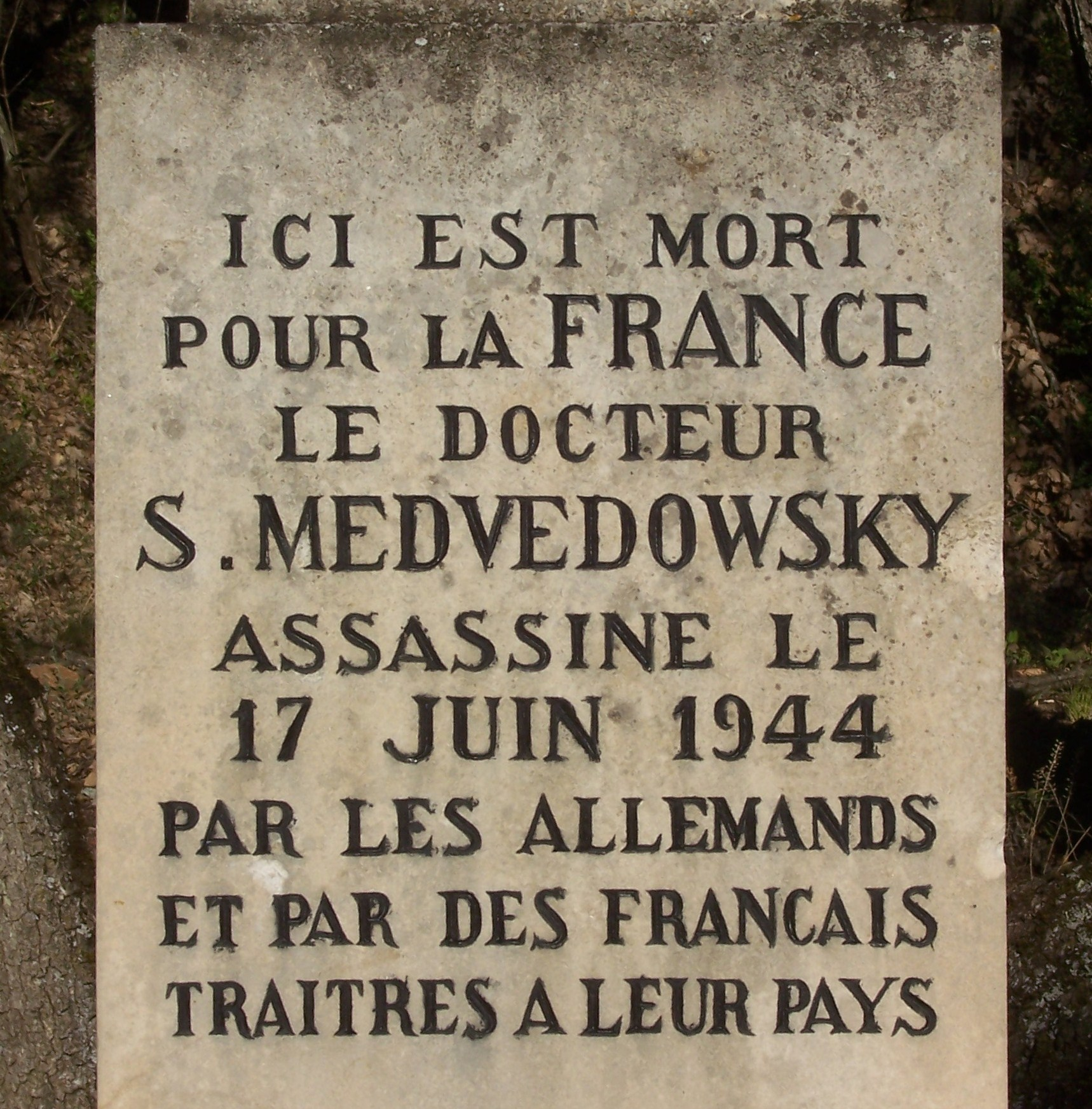
Inscription du monument pour le souvenir du docteur Medvedowski, exécuté par les miliciens à Beaumont-de-Pertuis.

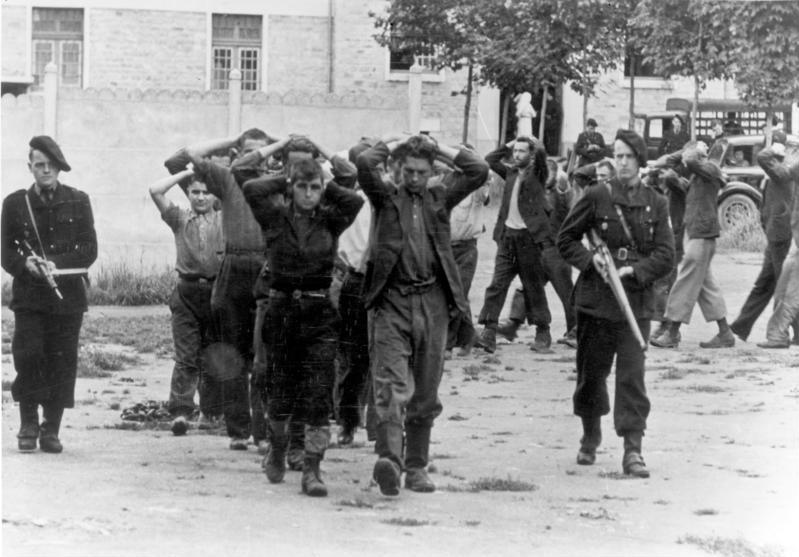
Rafle des maquisards du maquis de Broualan par les miliciens, asile de Saint-Méen, le 7 juillet 1944.

La Milice finit par se substituer aux forces de police et coopère avec la Gestapo, en contribuant par exemple activement à l'arrestation des Juifs. La Milice française participe donc à la Shoah en France. Elle dispose d'un service de sécurité dirigé par Marcel Gombert, assisté de Joannès Tomasi, Paul Fréchoux et Henri Millou. Sa Franc-garde participe également, à partir de la fin de l'hiver 1943-1944, à la répression sanglante des maquis, comme ceux du plateau des Glières ou de l'Ain et du Haut-Jura.
La loi du 20 janvier 1944 autorise la Milice à constituer des cours martiales sommaires : trois juges, tous miliciens, siègent anonymement et prononcent en quelques minutes des condamnations à mort exécutables immédiatement. Elles se chargent notamment de condamner à mort et de faire exécuter les révoltés de la prison centrale d'Eysses (avril 1944), à qui la vie sauve avait pourtant été promise par les miliciens en échange de leur reddition.
Sont aussi exécutés des hommes politiques hostiles à la Collaboration. Dès décembre 1943, le directeur de La Dépêche de Toulouse, Maurice Sarraut, est tué par des miliciens envoyés par les Allemands. L'ancien ministre du Front populaire Jean Zay l'est aussi en juin 1944. L'ex-ministre de l'Intérieur Georges Mandel, livré par les Allemands à la Milice, est à son tour exécuté dans la forêt de Fontainebleau en juillet 1944. De même Victor Basch, président de la Ligue des droits de l’Homme, et sa femme Hélène, dont les exécutions sont dirigées, sur place, par Paul Touvier du 2e service de la Milice (dont le chef est Jean Degans). Parmi de nombreuses autres exactions, la Milice agresse à coups de matraques le professeur Édouard Guyot, qui meurt des suites de ses blessures en 1948, et assassine en mai 1944 le résistant socialiste Edmond Grasset.
Déstabilisés par leur impopularité auprès de la nette majorité des Français, les miliciens redoublent d'extrémisme. Les immeubles de la Milice, à commencer par son QG au Petit Casino de Vichy, deviennent des lieux de torture et de sévices. Les miliciens pratiquent également la délation, contribuent à l'organisation de rafles et se livrent parfois, seuls ou en groupes, à d'authentiques massacres, comme par exemple près de Saint-Amand-Montrond à Savigny-en-Septaine (11 juin 1944).

Le capitaine Di Constanzo, de la 2e unité de marche des francs-gardes, ordonne par exemple aux miliciens chargés d'interroger des suspects, à l'asile de Saint-Méen à Rennes à l'été 1944, de leur « faire pisser le sang », « chier leurs tripes » et « dégueuler leurs boyaux ». 

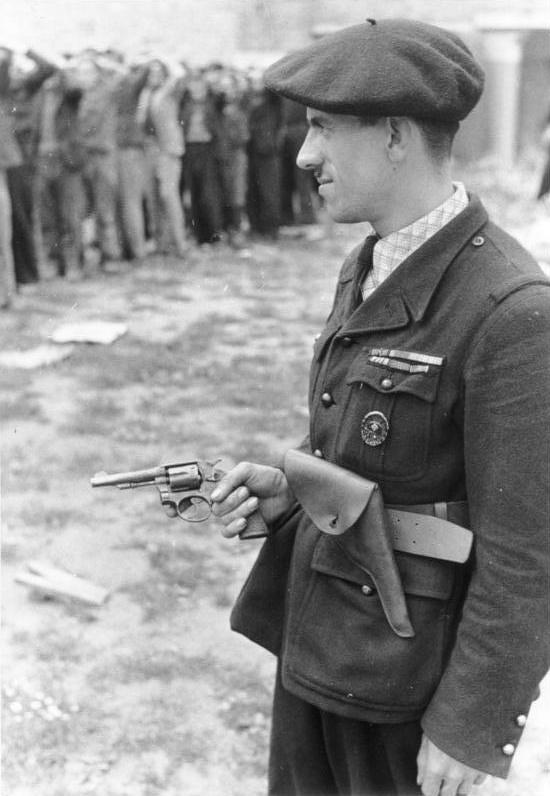
Milicien lors de l'arrestation des maquisards de Broualan, armé d'un revolver espagnol modèle 1892, portant un insigne allemand de blessure au front (indiquant un service antérieur probablement à la LVF), le 7 juillet 1944.

À la suite de l’exécution par la Résistance, le 28 juin 1944, du secrétaire d'État à l'Information Philippe Henriot, membre de la Milice, des miliciens sillonnent les rues de Châteauroux en voiture en tirant sur les passants. De nombreuses autres exactions sont perpétrées à cette occasion, comme l'exécution de sept Juifs à Rillieux-la-Pape par Paul Touvier, le massacre de 36 personnes jetées dans les puits de Guerry en juillet-août 1944 organisé entre autres par le milicien Joseph Lécussan et le Français Pierre Paoli (Gestapo) ,.
Manquant toujours d'hommes, Darnand n'a jamais disposé de plus de 35 000 adhérents, la plupart non armés et inactifs. Tout comme la LVF, la Milice se montre dès lors peu regardante sur son recrutement : des jeunes gens qui cherchent à échapper au STO, mais aussi des aventuriers, des repris de justice, des criminels de droit commun, quoique la grande majorité des miliciens soient des employés, artisans ou commerçants sans casier judiciaire en France.
Ce personnel inexpérimenté voire peu fiable ainsi que le manque de moyens font de la Milice une force militaire médiocre, qui n'acquiert jamais vraiment la confiance des Allemands. D'autre part, le comportement des miliciens les décrédibilise rapidement vis-à-vis de leurs propres concitoyens. En effet, le fanatisme pro-nazi de certains se double d'une attitude délictueuse : lors de leurs opérations, ils commettent de nombreux vols, viols, cambriolages, rackets, extorsions de fonds et voies de fait contre des civils ou même des fonctionnaires. En 1944, la Milice fait l'objet d'une réprobation quasi générale. L'historien John F. Sweets montre dans son étude locale Clermont-Ferrand à l'Heure allemande  comment les hommes de Darnand sont restés ultra-minoritaires (200 dans une agglomération de plus de 100 000 habitants), profondément méprisés et haïs (un enfant de milicien était aussitôt ostracisé par tous ses camarades d'école).
De février à août 1944, la guerre civile entre miliciens et troupes allemandes d'un côté et résistants de l'autre atteint son paroxysme.
En avril 1943, le chef marseillais de la milice Paul de Gassowski est abattu et aussitôt promu au rang de martyr par la Milice. Néanmoins, si des résistants français exécutent ponctuellement des hommes de Darnand pendant les combats et si des cas de tortures sur des miliciens capturés sont avérés, il n'y a rien eu de systématique de la part de la Résistance.
D'autre part, comme le montre l'historien Olivier Wieviorka, la violence est une valeur systématiquement proclamée, exaltée et assumée par Darnand et les siens, dans la logique des idéologies de type fasciste. Au contraire, la violence est le plus souvent regardée avec suspicion par la plupart des résistants et ne constitue, pour ceux ayant choisi la lutte armée, qu'un mal nécessaire et provisoire. C'est ainsi que le résistant Pierre Dunoyer de Segonzac, qui reconnaît un jour de 1944 Darnand en civil parmi les voyageurs de son train, répugne à le dénoncer au maquis qui arrête le train quelques minutes plus tard, et lui sauve de fait la vie.
Le 6 août 1944, Pétain, dans une lettre à Laval, finit par s'inquiéter des exactions de la Milice, tout en reconnaissant son rôle essentiel dans la collaboration avec la police allemande. Laval transmet cette lettre à Darnand qui répond à Pétain : « Pendant quatre ans j'ai reçu vos compliments et vos félicitations. Vous m'avez encouragé. Et aujourd'hui, parce que les Américains sont aux portes de Paris, vous commencez à me dire que je vais être la tache de l'Histoire de France ? On aurait pu s'y prendre plus tôt ».

## LaFranc-garde, unité paramilitaire de lutte contre laRésistance
La Franc-garde permanente, unité paramilitaire en uniforme, fut constituée en juin 1943 en vue, selon les propos de Darnand dans son discours-programme du 30 janvier 1943, d'être « instruite techniquement et préparée au combat de manière à être toujours prête à assurer le maintien de l'ordre ». Elle devait être composée d'hommes jeunes et sportifs, volontaires et sélectionnés après un an d'appartenance à la Milice. Les francs-gardes, les seuls miliciens en uniforme, adoptèrent la tenue bleue des chasseurs alpins, modèle 1941 (pantalon « ski » sur guêtres et brodequins, vareuse et ceinturon, chemise kaki, cravate noire, béret incliné sur le côté gauche). Le symbole du gamma, blanc sur fond noir, fut porté en insigne métallique à la boutonnière droite et en insigne brodé sur le béret.

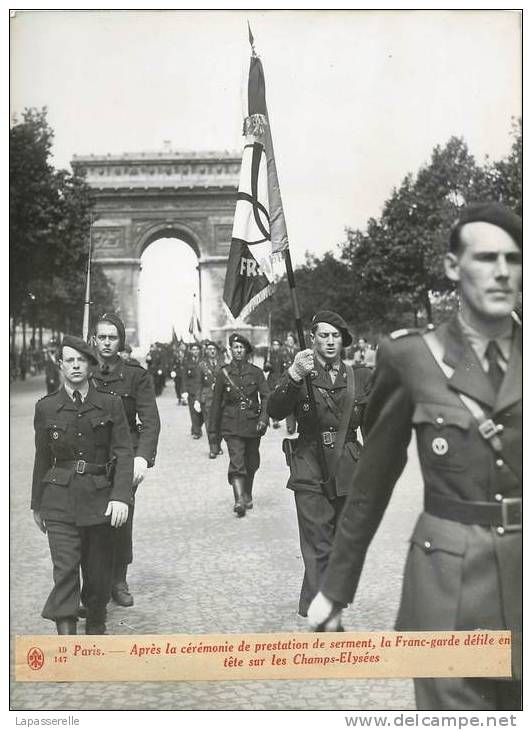
Défilé de la Franc-garde sur les Champs-Élysées, après prestation de serment des miliciens aux Invalides, le 2 juillet 1944.

Soldée, encasernée, la Franc-garde fut organisée militairement : main (un chef et quatre hommes), dizaine (correspondant au groupe de combat), trentaine (petite section — en principe, au moins une dans chaque chef-lieu de département), centaine (petite compagnie — en principe, au moins une dans chaque chef-lieu de région), cohorte (petit bataillon de trois centaines), centre (petit régiment de plusieurs cohortes). Il existait deux types de centaine : la normale se déplaçant à pied ou à bicyclette et la mobile disposant de motos, autos et camions.
Au début, seuls les cadres furent équipés d'armes de poing. En effet, la Franc-garde ne fut que lentement et progressivement armée : ce ne fut qu'en automne 1943, à la suite de la recrudescence des attentats contre ses membres désarmés, qu'elle reçut quelques pistolets-mitrailleurs britanniques récupérés sur les parachutages alliés, qu'en janvier 1944 qu'elle fut autorisée à puiser dans les stocks d'armes légères de l'armée d'armistice et qu'en mars 1944 qu'elle put former une section de mitrailleuses et une de mortiers pour participer à l'attaque du maquis des Glières. Finalement, chaque dizaine fut dotée de deux pistolets-mitrailleurs britanniques Sten, d'un fusil-mitrailleur français MAC 24/29 et de fusils français MAS 36. Les deux premières trentaines furent formées à titre expérimental dans les villes où la « dissidence » était la plus active : Lyon et Annecy.
Les dénominations de trentaine et centaine ne doivent pas faire illusion sur les effectifs réels. Par exemple, la trentaine d'Annecy, devenue centaine, ne comptait que 72 hommes en mai 1944. Selon le Service d'information du Comité français de la Libération nationale, en février 1944, la Franc-garde rassemblait 1 687 hommes, soit une cohorte à Vichy, une centaine à Lyon, Marseille et Toulouse, et une trentaine dans chacun des quarante-cinq départements de la zone Sud. En tout cas, même avec la mobilisation des bénévoles au printemps et en été 1944, l'effectif de la Franc-garde ne dépassa jamais 4 000 hommes.
En principe, toute intervention de la Franc-garde devait être précédée d'une réquisition écrite ou verbale adressée par le préfet à l'officier commandant l'unité requise.
D'autres groupes paramilitaires constitués de citoyens français collaborant avec l'Armée allemande et la Gestapo ont existé, notamment la Selbstschutzpolizei, active en 1943-1944, ainsi que des groupes régionaux comme le Bezen Perrot et le Kommando de Landerneau en Bretagne.

## La fin de la Milice
Lors de la Libération, la Milice fut déclarée dissoute par le Gouvernement provisoire de la République française (GPRF), par l’ordonnance du 9 août 1944 relative au rétablissement de la légalité républicaine sur le territoire continental (article 10).
Dans le courant du mois d’août — le 15 selon Jacques Delperrié de Bayac —, Joseph Darnand ordonna le repli général des miliciens. Des membres de la Milice participèrent cependant après cette date à certains combats sur le sol français aux côtés des Allemands, lors de la libération de Paris ou de la libération de Nice.
Environ 2 500 miliciens et leurs familles prirent le chemin de l’Allemagne, où 1 800 furent versés dans la 33e division SS Charlemagne avec les survivants de la LVF, de la Sturmbrigade SS, dite ensuite Frankreich, et d'autres unités auxiliaires. Mais Joseph Darnand dut en abandonner le commandement à un officier général allemand, Gustav Krukenberg, et partit en Italie du Nord avec 500 francs-gardes faire la chasse aux partisans antifascistes.

### Épuration - Jugement des crimes
Les miliciens furent les cibles privilégiées de l'épuration spontanée ou « épuration sauvage » pratiquée par les FFI au cours des combats de la Libération et immédiatement après le départ des Allemands. De nombreux miliciens furent alors exécutés sommairement, parfois en groupes (pour prendre un cas extrême, 77 prisonniers sur 97 en une seule journée au Grand-Bornand, fin août 1944, après un jugement expéditif). Le nombre total de miliciens exécutés est compris entre trois cents et six cents, soit près de 10 % de leurs effectifs.

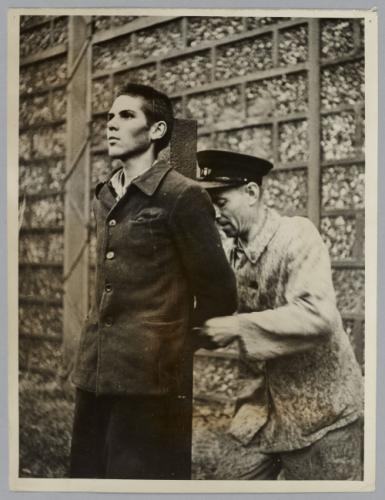
Jeune milicien, attaché à un poteau par un partisan communiste, avant son exécution avec 5 autres de ses camarades, sur jugement rendu à Grenoble, le 2 septembre 1944.

Le premier jugement légal rendu par une cour martiale créée par les nouvelles autorités eut lieu à Grenoble le 2 septembre 1944 et concerna des élèves de l'école d'Uriage, où les futurs cadres de la Franc-garde devaient être formés. 12 jeunes miliciens, faits prisonniers par la Résistance, ont ainsi été jugés ; six sont condamnés à mort et fusillés le jour même, en place publique. L'exécution eut une résonance internationale, la presse américaine ayant publié les photographies de l’exécution. Les exécutés étaient tous âgés entre 18 et 20 ans. En-dehors de leur engagement politique, il n'y avait aucune charge sérieuse car les exécutés n'avaient jamais participé à des opérations sur le terrain. Suite au tollé provoqué par le procès de Grenoble, le gouvernement interdit dans toute la France les exécutions publiques et expéditives.
Alors que la majeure partie du pays est libérée, la Milice continue de sévir à l'arrière du front. Ainsi, à Belfort le 10 octobre 1944, 27 maquisards emprisonnés, remis par les Allemands à la Milice sont exécutés dans la forêt de Banvillars.

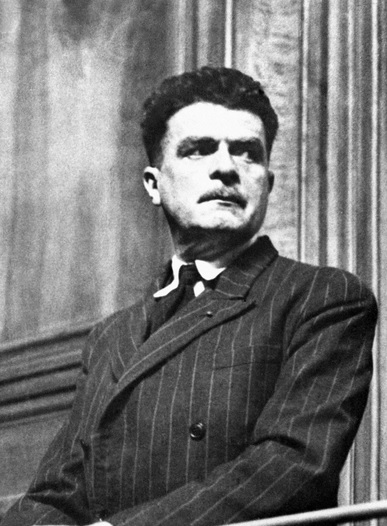
Le milicien Joseph Lécussan jugé à Lyon en 1946 pour sa participation à l'assassinat de Victor Basch.

Joseph Darnand, capturé en Italie par les Britanniques, fut remis aux autorités françaises, puis condamné à mort et exécuté le 10 octobre 1945 à l’issue de son procès.
En 1994, après des décennies de cavale, l'ancien chef de la milice lyonnaise Paul Touvier devient le premier Français condamné spécifiquement pour crimes contre l'humanité : il meurt à la prison de Fresnes en 1996.

## Dans la fiction

### Au cinéma
Bien qu'aucune production cinématographique ne traite tout spécialement de l'histoire de la milice, celle-ci reste présente dans de nombreux films traitant de l'occupation allemande. On peut citer pour exemples :
- Les Portes de la nuit (1946) de Marcel Carné : le film présente le destin de divers personnages, peu après la libération de Paris. On y découvre entre autres Guy Sénéchal (interprété par Serge Reggiani), ancien milicien, personnage crapuleux et dénonciateur, passablement fanatique, prêt à tout pour assouvir son égo. Il finit par se suicider, en se jetant sous un train[37].
- Lacombe Lucien (1974) de Louis Malle : alors que la guerre touche à sa fin, Lucien Lacombe (Pierre Blaise), un jeune homme passablement désœuvré, s'engage dans la Gestapo française. Son expérience l'amène non seulement à côtoyer les collaborationnistes notoires de sa localité mais aussi à se faire une idée précise du rôle de la Milice. Des scènes présentent notamment une échauffourée entre résistants et miliciens, alors que ces derniers tentent de neutraliser un maquis.
- Le Vieux Fusil (1975) de Robert Enrico : le personnage principal, Julien Dandieu (Philippe Noiret), est victime de menaces de la part des miliciens, et subit notamment leurs visites imprévues dans son hôpital, tandis que la défaite allemande est proche. Il découvre quelque temps plus tard le massacre de sa famille par la division Das Reich[38].
- Au revoir les enfants (1987) de Louis Malle : des miliciens font irruption dans un restaurant et s'en prennent à un vieil homme juif qui dîne seul. Exaspéré par leur intrusion, un officier allemand se lève et leur ordonne brusquement de « foutre le camp »[39].
- Uranus (1990) de Claude Berri : alors que la guerre est finie et que la France entre lentement dans une phase de reconstruction, les habitants d'une ville tentent de régler leurs comptes, et d'affronter les non-dits, face au comportement de chacun sous l'Occupation. Parmi eux, Maxime Loin (Gérard Desarthe), ancien milicien et petit idéologue du national-socialisme, caché par l'ingénieur Archambaud (Jean-Pierre Marielle), avec l'appui de l'instituteur Watrin (Philippe Noiret). Au cours d'une discussion, Loin expose son point de vue à ses deux protecteurs : selon lui, Hitler était « la seule chance » de la France, et l'unique rempart contre le communisme[40].
- La nouvelle guerre des boutons (2011) de Christophe Barratier : Violette, jeune fille juive cachée par la mercière du village et amie de Lebrac, est victime de la hargne de Brochard (Grégory Gatignol), un milicien particulièrement agressif qui cherche à la capturer. Le film présente également des scènes de rafle effectuée par Brochard et ses complices miliciens. Tout semble indiquer que le jeune homme s'est engagé dans la Milice par dépit, exaspéré d'avoir toujours été traité comme un cancre et assigné à des corvées alors qu'il était écolier[41].
- Un sac de billes (2017) de Christian Duguay : fondé sur le témoignage de Joseph Joffo, le film présente un personnage de milicien, Raoul Mancelier (Émile Berling), fils du libraire collaborationniste Ambroise Mancelier (Bernard Campan). Le jeune homme se montre relativement fanatique dans ses discours, et manifeste de la suspicion à l'égard de Joseph (Dorian Le Clech). Les miliciens sont globalement très présents dans la dernière partie du film où on les voit commettre des perquisitions et des exécutions dans la commune de Rumilly[42].

L'image prédominante au cinéma est celle d'hommes socialement déclassés faisant preuve d'une grande brutalité (physique ou verbale), et cherchant à se venger du rejet de la société par leur statut de milicien. Dans un registre plus comique, la violence et le fanatisme de la Milice ont notamment été parodié dans :
- La Septième Compagnie au clair de lune (1977) de Robert Lamoureux : on apprend que le sergent-chef Chaudard (Pierre Mondy) entretient des relations cordiales avec Lambert (André Pousse), le chef de la milice locale, qui s'avère être un fanatique notoire obsédé par la lutte contre les « forces judéo-maçonniques ». Par la suite, Chaudard et ses deux compères, Tassin et Pithivier, seront pris en chasse par Lambert, et croiseront fortuitement des miliciens au cours de leurs pérégrinations (un milicien est même giflé par Lambert au cours de l'intrigue). Lambert, poursuivant le trio en bateau, mourra dans l'explosion d'une mine marine allemande. Il existe néanmoins un anachronisme : l'histoire se déroule en 1942. Or, la Milice ne verra le jour que l'année suivante, en 1943[43].
- Papy fait de la résistance (1983) de Jean-Marie Poiré : des miliciens sont visibles dans quelques scènes. Le plus emblématique d'entre eux est Murat (interprété par Jean Yanne), collaborateur opportuniste et pleutre qui, sans cacher son admiration pour l'armée allemande, fuit des responsabilités trop importantes. Son caractère est sans commune mesure avec le fanatisme d'Adolfo Ramirez (joué par Gérard Jugnot)[44].
- La Folle Histoire de Max et Léon (2016) de Jonathan Barré : reprenant les codes télévisuels modernes tout en parodiant la propagande vichyste, le film présente une fausse publicité mettant en scène les avantages de la Milice française. On y voit un milicien souriant (interprété par Monsieur Poulpe) rafler des Juifs et évoquer l'efficacité de la Milice. La publicité se termine par ce slogan ironique : « La Milice vous rend service[45] ».
- L'Armée des ombres (1969) de Jean-Pierre Melville : Dans une scène du film, après que Mathilde soit sortie du restaurant, Gerbier (interprété pas Lino Ventura) est pris dans une descente de miliciens fortuit contre la fraude aux tickets de rationnement. Suite à cela, il est reconnu et remis à la Gestapo.
- Gainsbourg (vie héroïque) (2010) de Joann Sfar : Dans une scène du film, durant l'enfance de Serge Gainsbourg pendant l'occupation allemande de Paris. Nous montre le jeune Serge rencontrer une troupe de miliciens dans une rue parisienne, chantant la Marseillaise avec des instruments de fanfare.
- Simone, le voyage du siècle (2022) de Olivier Dahan : Dans une scène de flashback du 30 mars 1944, on voit l'arrestation de Simone Veil et de sa sœur Madeleine Jacob par des miliciens dans une rue à Nice.

### A la télévision
Dans le huitième et dernier épisode de la série Le Pain noir (1974), adaptée de l’œuvre de Georges-Emmanuel Clancier, Francet Charron (Jacques Denis), l'un des personnages principaux, est arrêté dans son atelier par une bande de miliciens. L'un d'eux tente de l'intimider en brisant une assiette au sol. Par la suite, Charron est exécuté par les Allemands pour avoir aidé des résistants.
La série Un village français diffusée par la chaîne France 3 entre 2009 et 2017 présente l'apparition et le déclin de la Milice dans sa cinquième et sixième saison. Plutôt secondaire dans la cinquième saison, le rôle de la Milice française s'étoffe dans les douze épisodes de la sixième saison. Ainsi, outre les arrestations et les rafles, la série se penche sur les profils psychologiques de différents miliciens. Alors que certains d'entre eux font preuve d'une violence et d'un fanatisme destructeur, comme André Janvier (chef de la Milice local, interprété par Bruno Blairet) ou Xavier (Théo Cholbi), d'autres se montrent plus modérés et soucieux de l'honneur, tel Alain Blanchon (Bruno Fleury) qui succède à Janvier et accepte de se rendre aux résistants. A contrario, Alban Lubac (Fabrice Richert), d'abord réfractaire au STO, puis malmené par le commissaire Marchetti, semble s'être engagé dans la Milice par dépit. Désorienté par la tournure du conflit et la perspective d'une mort prochaine, il veut à tout prix préserver sa vie et celle de ses proches. Il est notamment traumatisé après avoir été forcé de tuer deux jeunes enfants par Janvier.
Tous les personnages miliciens sont finalement fusillés ou pendus. Alors que Blanchon, sur le point d'être exécuté avec ses hommes, provoque un scandale en entonnant le Chant des cohortes, Alban tentera jusqu'au bout de se défendre en invoquant son ignorance et ses erreurs, provoquées par les circonstances, et manifestera un repentir sincère.

### Dans la littérature
Louis-Ferdinand Céline évoque la présence de miliciens dans son roman D'un château l'autre (1957) qui relate nombre de faits anecdotiques des événements de Siegmaringen en 1944-1945. Les miliciens y apparaissent rêveurs, persuadés d'une victoire prochaine, alors que l'Allemagne est encerclée par les Alliés.
Dans son roman Les Épées (1948), Roger Nimier évoque le parcours de François Sanders, un jeune homme passé de la Résistance à la Milice française. Il réutilise cette trame narrative dans Le Hussard Bleu, publié en 1950, qui fait de nouveau apparaître Sanders, personnage ambigu, mais aussi Besse, un ancien milicien dont le sort paraît scellé. À travers ces personnages, Nimier interroge la postérité de la Milice française dans l'histoire.

## Sources primaires imprimées
- Henry Charbonneau, Les Mémoires de Porthos (2 tomes), Paris, Éditions du Trident, 1979.